# Gram Equipment
Gram Equipment A/S er en dansk producent af udstyr og maskiner til fremstilling af konsumis, som de sælger til isproducenter. De har hovedkvarter i Kolding. 
Siden 2018 er virksomheden ejet af den norske kapitalfond FSN Capital. Gram Equipment har 600 ansatte (2024). I regnskabsåret 2024 omsatte de for 926 mio. kroner.
I 1901 etablerede Hans Gram en smedjevirksomhed på landet. I 1930 blev der introduceret is til Danmark, og Gram leverede den første automatiske maskine til fremstilling af is og skøjtestave.